# Вестре, Ян Кристиан
Ян Кристиан Вестре (норв. Jan Christian Vestre; род. 9 октября 1986, Хёугесунн, Ругаланн) — норвежский предприниматель, политический и государственный деятель. Член Рабочей партии. Министр здравоохранения и социального обеспечения с 19 апреля 2024 года. В прошлом — министр торговли и промышленности (2021—2024).

## Биография
Родился 9 октября 1986 года в коммуне Хёугесунн губернии Ругаланн.
В 2017 году он окончил юридический факультет Университета Осло.
Работал дизайнером и менеджером в семейном бизнесе — мебельной компании Vestre AS и в 2019 году был удостоен награды «Предприниматель года» (EY Entrepreneur Of The Year). В возрасте 26 лет, после смерти отца, Ян взял на себя руководство мебельной компанией.
Ян Кристиан был членом Лиги рабочей молодёжи и находился в летнем лагере на острове Утёйа, когда на лагерь напал Андерс Брейвик в 2011 году.
С июня 2013 года Вестре стал политическим советником тогдашнего министра торговли и промышленности Тронда Гиске. В октябре 2021 года был назначен министром торговли и промышленности в кабинете премьер-министра Йонаса Стёре.
Вместе с министром Эспеном Эйде выступал за сокращение выбросов в атмосферу. Заявил, что для Норвегии важно координировать свои действия с остальной Европой в области перехода на зимнее и летнее время. В декабре 2021 года со своими коллегами по правительству Ян Вестре посетил Соединённые Штаты, чтобы продвигать интересы Норвегии в Арктике. Сторонник правительственных мер по борьбе с COVID-19 в области экономики.
При перестановках 19 апреля 2024 года в правительстве назначен министром здравоохранения и социального обеспечения.